# Chrześcijańska Demokracja (Włochy)
Chrześcijańska Demokracja (wł. Democrazia Cristiana, DC) – główne ugrupowanie włoskiej sceny politycznej po zakończeniu II wojny światowej. Była partią odwołującą się do ideologii chadeckiej, wyrosła z podziemnej działalności antyfaszystowskiej. Do pierwszej połowy lat 90. wielokrotnie współtworzyła rządy koalicyjne. Rozwiązaniu uległa w 1994 w okresie przemian politycznych wywołanych skandalami korupcyjnymi (tzw. Tangentopoli). Faktycznym liderem DC pozostawał jej aktualny sekretarz.

## Sekretarze DC
- Alcide De Gasperi (1944–1946)
- Attilio Piccioni (1946–1949)
- Giuseppe Cappi (1949)
- Paolo Emilio Taviani (1949–1950)
- Guido Gonella (1950–1953)
- Alcide De Gasperi (1953–1954)
- Amintore Fanfani (1954–1959)
- Aldo Moro (1959–1964)
- Mariano Rumor (1964–1969)
- Flaminio Piccoli (1969)
- Arnaldo Forlani (1969–1973)
- Amintore Fanfani (1973–1975)
- Benigno Zaccagnini (1975–1980)
- Flaminio Piccoli (1980–1982)
- Ciriaco De Mita (1982–1989)
- Arnaldo Forlani (1989–1992)
- Mino Martinazzoli (1992–1994)[1]

## Poparcie
| Wybory | Poparcie | Zmiana punktów procentowych | Mandaty (Izba deputowanych) | Zmiana |
| ------ | -------- | --------------------------- | --------------------------- | ------ |
| 1946   | 35,2%    | -                           | 207                         | -      |
| 1948   | 48,5%    | 13,3                        | 305                         | 98     |
| 1953   | 40,1%    | 8,4                         | 263                         | 42     |
| 1958   | 42,4%    | 2,3                         | 273                         | 10     |
| 1963   | 38,3%    | 4,1                         | 260                         | 13     |
| 1968   | 39,1%    | 0,8                         | 265                         | 5      |
| 1972   | 38,8%    | 0,3                         | 266                         | 1      |
| 1976   | 38,7%    | 0,1                         | 263                         | 3      |
| 1979   | 38,3%    | 0,4                         | 262                         | 1      |
| 1983   | 32,9%    | 5,4                         | 225                         | 37     |
| 1987   | 34,3%    | 1,4                         | 234                         | 9      |
| 1992   | 29,6%    | 4,7                         | 206                         | 28     |